# Вернер фон Орзелн
Вернер фон Орзелн (на немски: Werner von Orseln) е седемнадесетият Велик магистър на рицарите от Тевтонския орден.